# NGC 3423
NGC 3423 (również PGC 32529 lub UGC 5962) – galaktyka spiralna (Sc), znajdująca się w gwiazdozbiorze Sekstantu. Odkrył ją William Herschel 23 lutego 1784 roku. Jest to galaktyka z aktywnym jądrem.
W galaktyce tej zaobserwowano supernową SN 2009ls.